# Euphorbia baga
Euphorbia baga ist eine Pflanzenart aus der Gattung Wolfsmilch (Euphorbia) in der Familie der Wolfsmilchgewächse (Euphorbiaceae).

## Beschreibung
Die sukkulente Euphorbia baga wächst als Geophyt und trägt zur Blütezeit kein Laub. Aus einer knolligen, bis 21 Zentimeter langen und 8 Zentimeter breiten Wurzel entspringt ein unterirdischer Trieb der sich an der Bodenoberfläche verzweigt und etwa 8 Zentimeter lang und 1,5 Zentimeter dick wird. Die elliptischen Blätter entstehen auf Höhe des Erdbodens und stehen in einer Rosette. Sie werden bis 30 Zentimeter lang und 6 Zentimeter breit, in der Regel aber kleiner. Die nahezu sitzenden Blätter bilden eine deutliche Mittelrippe aus, die in der Regel rot gefärbt ist.
Der Blütenstand wird aus mehreren roten Cymen gebildet, die ein- bis dreifach gegabelt sind und sich an etwa 15 Millimeter langen Stielen befinden. Die Cyathien werden 5 Millimeter groß und die elliptischen Nektardrüsen sind gelbgrün gefärbt. Die nahezu kugelförmige Frucht erreicht 6 Millimeter im Durchmesser und steht an einem bis 3 Millimeter langen, herausragenden Stiel. Der kugelförmige Samen ist glatt und wird 2 Millimeter groß.

## Verbreitung und Systematik
Euphorbia baga ist in Westafrika verbreitet.
Die Erstbeschreibung der Art erfolgte 1933 durch Auguste Jean Baptiste Chevalier.
Es werden folgende Varietäten unterschieden:
- Euphorbia baga var. baga
- Euphorbia baga var. parvifolia L.E.Newton
im Unterschied zur Stammart bleiben die Pflanzen kleiner, die Wurzel wird bis 8 Zentimeter lang und 5,5 Zentimeter breit, der Trieb bis 1 Zentimeter dick, es werden deutlich mehr, schmal elliptische Blätter ausgebildet, die bis 11 Zentimeter lang und 0,8 Zentimeter breit werden und eine weniger markante Mittelrippe besitzen, die Blütenstände stehen auf dünneren Stielen und die Cyathien werden bis 4 Millimeter groß